# Молодість. Випуск 3-й
«Молодість. Випуск 3-й» — радянський кіноальманах з двох новел 1980 року, знятий режисерами Олександром Ітигіловим і Олександром Панкратовим на кіностудії «Мосфільм».

## Сюжет
Кіноальманах складається з новел: «Лабораторія» (реж. — Олександр Панкратов), «Зустріч» (реж. — Олександр Ітигілов).

### «Лабораторія»
За оповіданням Б. Поліщука «Лабораторія Воскобойнікова». У зв'язку з необхідністю скорочення штатів, керівник лабораторії, не бажаючи особисто зробити вибір, доручає цю «слизьку» справу всьому колективу, а сам вирушає у відрядження. Після приїзду з'ясовується, що нікого не тільки не звільнили, а й досягли збільшення штату.

### «Зустріч»
За однойменним оповіданням Валентина Распутіна. На нараді передовиків колгоспів та радгоспів зустрічаються Анна та Микола. Багато років тому вони кохали одне одного, але доля розвела їх. Увечері в готельному номері в Миколи вони згадують про своє колишнє кохання, розповідають одне одному про нелегко прожите життя.

## У ролях
- Станіслав Любшин — Микола Васильєв, технік, передовик
- Ніна Русланова — Анна, доярка, передовик
- Всеволод Шиловський — Аркадій Михайлович Воскобойников, керівник лабораторії
- Володимир Вихров — Михайло Сорін, співробітник лабораторії
- Олег Голубицький — Дмитро Іванович Грановський, співробітник лабораторії
- Марина Дюжева — Вірочка Гвозділова, співробітниця лабораторії
- Тетяна Конюхова — Софія Василівна Повелецька, співробітниця лабораторії
- Георгій Светлані — Вікентійович, співробітник НДІ
- Михайло Семаков — Віталій Бутов, співробітник лабораторії
- Людмила Цвєткова — роль другого плану
- Михайло Чигарьов — Григор'єв, керівник лабораторії, де працює Вікентійович
- Сергій Шакуров — Яків Петрович Воробйов, співробітник лабораторії
- Лев Золотухін — Павло Єгорович Сиротін, начальник Воскобойникова
- Олександр Зеленков — епізод
- Олександр Коняшин — епізод
- С. Токарєва — епізод
- Сергій Никоненко — сусід по готелі

## Знімальна група
- Режисери — Олександр Ітигілов, Олександр Панкратов
- Сценаристи — Гліб Панфілов, Валентин Черних
- Оператори — Павло Лебешев, Аркадій Першин
- Композитори — Володимир Губа, Олександр Чайковський
- Художники — Віталій Волинський, Олександр Самулєкін